# Franco Solinas
Pour les articles homonymes, voir Solinas.
Franco Solinas est un scénariste et un écrivain italien né le 19 janvier 1927 à Cagliari (Sardaigne) et mort le 14 septembre 1982 à Fiumicino (Latium).

## Romans et nouvelles
- Squarciò (roman)
- Le pecore di Emiliano (nouvelle)
- Cacaspiagge (nouvelle)
- Uno di loro (nouvelle)
- Quattro piani di scale (nouvelle)
- Un cane in chiesa (nouvelle)
- Con quelle mani! (nouvelle)
- La chiromante e il destino (nouvelle)
- La finestra di Felicina (nouvelle)
- Stornelli in osteria (nouvelle)
- Per un barile di vino (nouvelle)
- Ritorno in motozattera (nouvelle)

## Filmographie
- 1951 : Les Volets clos (Persiane chiuse) de Luigi Comencini
- 1954 : Di qua, di là del Piave (it) de Guido Leoni
- 1955 : La Belle des belles (La donna più bella del mondo) de Robert Z. Leonard
- 1955 : Bella non piangere (it) de David Carbonari (it)
- 1957 : Un dénommé Squarcio (La grande strada azzurra) de Gillo Pontecorvo
- 1957 : Les Fiancés de la mort (I fidanzati della morte) de Romolo Marcellini
- 1957 : La Rose des vents (Die Windrose), segment Giovanna de Gillo Pontecorvo
- 1958 : La Blonde enjôleuse (La ragazza del Palio) de Luigi Zampa
- 1960 : Kapò de Gillo Pontecorvo
- 1960 : Les Dents du diable de Nicholas Ray
- 1961 : Madame Sans-Gêne de Christian-Jaque
- 1961 : Vanina Vanini de Roberto Rossellini
- 1962 : Une vie violente (Una vita violenta) de Paolo Heusch et Brunello Rondi
- 1962 : Salvatore Giuliano de Francesco Rosi
- 1965 : Des filles pour l'armée (Le soldatesse) de Valerio Zurlini
- 1966 : El Chuncho de Damiano Damiani
- 1966 : Colorado de Sergio Sollima
- 1966 : La Bataille d'Alger de Gillo Pontecorvo
- 1968 : El mercenario de Sergio Corbucci
- 1969 : Queimada de Gillo Pontecorvo
- 1969 : Trois pour un massacre (Tepepa) de Giulio Petroni
- 1972 : État de siège de Costa-Gavras
- 1972 : L'Assassinat de Trotsky de Joseph Losey
- 1975 : Le Suspect de Francesco Maselli
- 1976 : Monsieur Klein de Joseph Losey
- 1983 : Hanna K. de Costa-Gavras

## Distinctions
- Le Prix Salinas a été créé en son honneur.

### Nominations
- Oscars du cinéma 1969 : Nomination pour l'Oscar du meilleur scénario original (La Bataille d'Alger)